# Meine 60 denkwürdigen Partien
Meine 60 denkwürdigen Partien (Originaltitel: My 60 Memorable Games) ist ein 1969 erschienenes Schachbuch, in dem der Schachgroßmeister und spätere Weltmeister Bobby Fischer eine Auswahl seiner Partien aus den Jahren 1957 bis 1967 vorstellt.

## Inhalt
Fischer bespricht 60 eigene Partien, die er vollständig, also von der Eröffnung bis zum Endspiel, analysiert. Dabei stehen Turnierpartien gegen Weltklassespieler wie Pál Benkő, Michail Botwinnik, Max Euwe, Efim Geller, Svetozar Gligorić, Viktor Kortschnoi, Bent Larsen, Miguel Najdorf, Paul Keres, Tigran Petrosjan, Lajos Portisch, Samuel Reshevsky, Wassili Smyslow, Boris Spasski, Leonid Stein, László Szabó und Michail Tal neben Partien gegen amerikanische Meisterspieler, einer freien Partie gegen Reuben Fine (Partie 44) und auch einer Simultanpartie (Partie 50). Auf diese Weise stellt Fischer auch den damaligen modernen Stand der Eröffnungstheorie vor, jedoch liegt der Schwerpunkt seiner Kommentare auf gründlichen Analysen der Mittel- und Endspielphase. Bei Partien gegen sowjetische Spieler kontrastiert Fischer häufig seine Analysen mit denen in sowjetischen Schachmagazinen und wirft diesen ideologisch motivierte parteiische Wertungen zugunsten von Fischers Gegnern vor. Jede Partie hat einen eigenen epitaphartigen Titel und eine Einleitung des Schachmeisters und -journalisten Larry Evans. Fischer nimmt auch Remis- und Verlustpartien in seine Partiesammlung auf, während viele andere Meister nur Sammlungen eigener Gewinnpartien veröffentlichen.

## Ausgaben
Das Buch My 60 Memorable Games erschien 1969 in den USA beim Verlag Simon & Schuster und in Großbritannien beim Verlag Faber & Faber jeweils in deskriptiver Schachnotation. Eine deutsche Ausgabe in algebraischer Notation wurde 1971 beim Hamburger Verlag Dr. Eduard Wildhagen unter dem Titel Meine 60 denkwürdigen Partien veröffentlicht.
In der Sowjetunion erschien 1972 eine russische, algebraisch notierte Ausgabe. Auf einer Pressekonferenz am 1. September 1992 einen Tag vor Beginn des Wettkampfes mit Boris Spasski in Sveti Stefan (Jugoslawien) warf Fischer Russland vor, ihm trotz seiner mehrfachen Mahnungen die Tantiemen für die Veröffentlichung des Buches vorenthalten zu haben. Er warf Russland vor, mit dem Druck von 50.000 Exemplaren in der UdSSR sei gegen internationale Vereinbarungen zum Urheberrecht verstoßen worden und lehnte bis zur Auszahlung der Tantiemen jeden Kontakt mit Russen ab. Durch Zahlung von 100.000 US-Dollar seitens des neugewählten FIDE-Präsidenten Iljumschinow wurde der Streit Ende 1995 schließlich beigelegt.
Im Jahre 1995 erschien beim englischen Verlag Batsford auch eine englische Ausgabe in algebraischer Notation. Fischer warf dem Verlag daraufhin auf einer Pressekonferenz 1996 in Buenos Aires vor, dass die Ausgabe nicht autorisiert und zudem voller Fehler sei und sein Werk verfälsche. Es stellte sich ferner heraus, dass im Zuge der Übertragung der Notation und redaktionellen Bearbeitung des Textes für die Partie 35, Fischer gegen Julio Bolbochán in Stockholm 1962, eine Variante hinzugefügt worden war, die einen nach den Schachregeln unmöglichen Zug enthält.
Auf der Internetauktionsplattform eBay tauchte Ende 2007 eine mutmaßlich illegal kopierte Nachfolgeedition namens My 61 Memorable Games auf. Die Auktion wurde später entfernt. In einer Korrespondenz mit dem Einsteller recherchierte Larry Evans die Hintergründe und kam zu dem Ergebnis, dass es sich um eine betrügerisch angefertigte Fälschung handelte.

## Deutsche Ausgabe
- Meine 60 denkwürdigen Partien, Schachzentrale Rattmann 2008, überarbeitete und korrigierte Ausgabe von Matthias Vettel, ISBN 3-88086-044-0, ISBN 978-3-88086-044-5.